# Karminroter Täubling
Der Karminrote Täubling oder Bändersporige Täubling (Russula taeniospora syn. R. carminea) ist ein Pilz aus der Familie der Täublingsverwandten (Russulaceae). Der sehr seltene Täubling erinnert mit seinem purpurnen und in der Mitte fast schwärzlichen Hut an den Purpurschwarzen Täubling. Der Hut wird aber meist nur bis zu fünf Zentimeter breit und riecht nach frischen Äpfeln.

## Merkmale

### Makroskopische Merkmale
Der Hut erreicht einen Durchmesser von drei bis sechs Zentimetern. Er ist purpurn und später karminrosa gefärbt. Bei jungen Exemplaren sowie in der Mitte ist er länger schwärzlich und am Rand heller weinpurpur getönt. Die Konsistenz ist fleischig, aber zerbrechlich. Der stumpfe Rand ist höckerig gerippt und jung manchmal weißflockig bereift.
Die Lamellen sind weißlich und besitzen keinen gelblichen Schein. Sie sind (3,5) 5,5–10 mm hoch und aderig oder runzelig miteinander verbunden. Die Schneiden sind meist glatt und nur selten leicht gesägt. Das Sporenpulver ist weißlich bis leicht cremefarben gefärbt (Ib bis fast IIa nach Romagnesi).
Der weiße Stiel ist (2) 3,5–5 cm lang und  0,8–1,5 cm breit. Er ist zylindrisch geformt und an der Basis oft verjüngt, manchmal aber auch oben erweitert und unten an der Basis kurz verdickt. Selten ist die Basis auch rosa überhaucht. Der sehr zerbrechliche Stiel wird innen schon bald mehr oder weniger hohl und an der Basis oft braunfleckig.
Das Fleisch ist weiß, verfärbt sich aber etwas grau und ist bald gebrechlich. Es riecht etwas nach frischen Äpfeln oder weinigem Atem und schmeckt relativ scharf. Die Guaiakreaktion ist stark positiv.

### Mikroskopische Merkmale
Die Sporen sind ellipsoid geformt und messen 7–8,5 × 6–7 Mikrometer. Die Oberfläche ist feinwarzig bis feinstachelig und gratig gebändert. Die Warzen werden bis zu 0,85 Mikrometer hoch und stehen mitunter perlschnurartig gereiht, aber nie geschlossen netzig. Die Zystiden sind keulig oder kopfig ausgebildet und besitzen kleine, verschiedenartig geformte Spitzen. Sie werden zwischen 55 und 64 Mikrometer lang und 7–10 (12) µm breit. Die Basidien sind 36–44 (–55) breit und 10–12 (–14) µm lang.
Die , 2,5–4,5 (–5,5) µm breiten Huthauthyphen (Hyphen-Endzellen) sind ziemlich groß und vielförmig gestaltet. Sie sind meist stumpf und mehr oder weniger zylindrisch. Die 6–12 (–14) µm breiten Pileozystiden sind sehr häufig. Sie sind zylindrisch, keulig oder stumpf und 0–3-fach septiert. Oft haben sie eine kurze Endzellen.

## Artabgrenzung

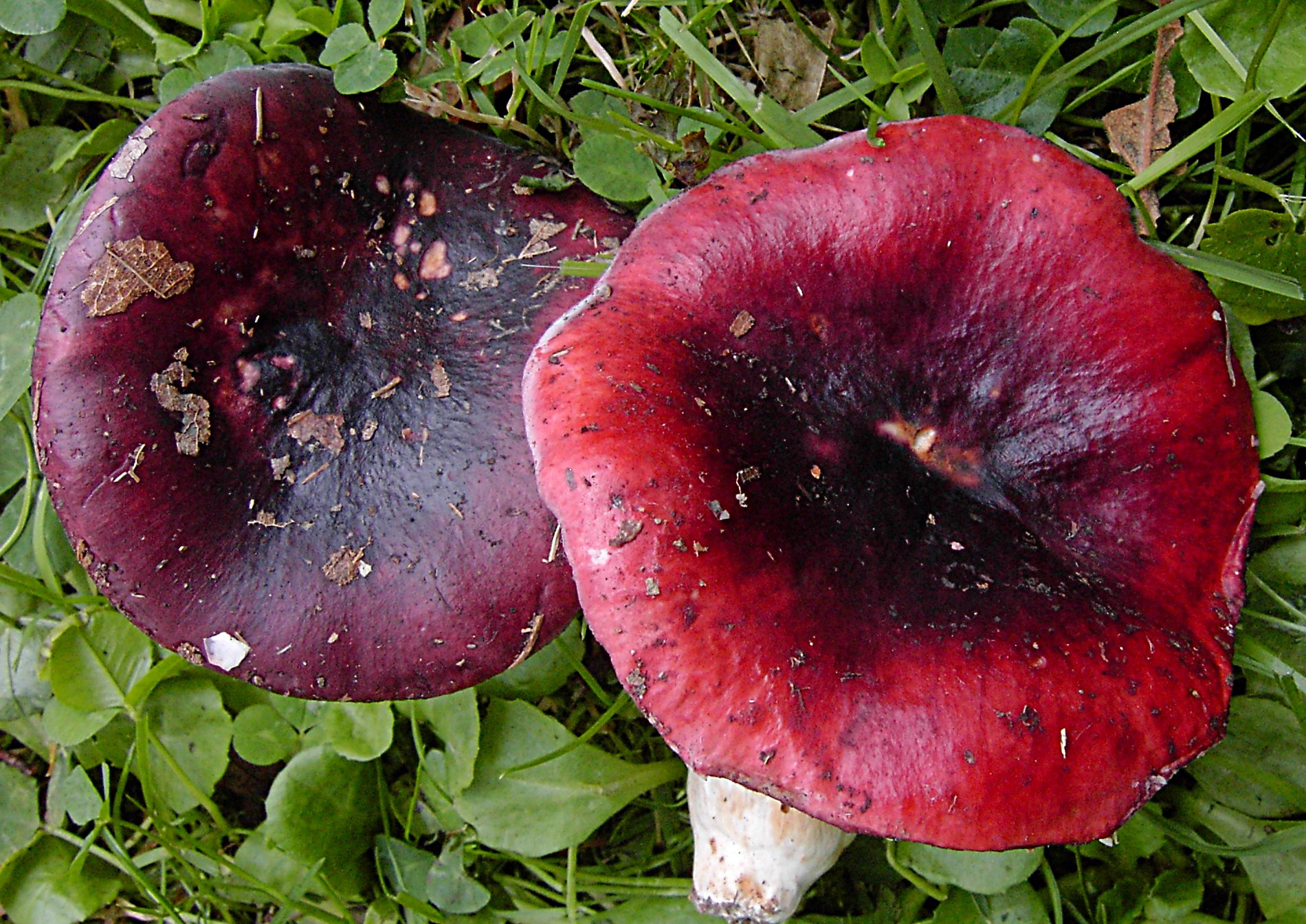
Der Purpurschwarze Täubling sieht dem Karminroten sehr ähnlich.

Der Karminrote Täubling kann mit anderen Arten der Untersektion Atropurpurinae verwechselt werden. Sehr ähnlich ist darunter der nah verwandte Purpurschwarze Täubling (R. atropurpurea). Dieser erreicht jedoch meist Hutdurchmesser, die über fünf Zentimeter liegen.

## Ökologie
Der Karminrote Täubling soll unter Fichten, Rotbuchen, Birken und Linden zu finden sein. Dort kommt er auf frischen bis mäßig trockenen Böden vor.

## Verbreitung

Europäische Länder mit Fundnachweisen des Karminroten Täublings.
Legende:
Länder mit Fundmeldungen
Länder ohne Nachweise
keine Daten
außereuropäische Länder

Der seltene Karminrote Täubling ist in Europa und in Nordafrika (Marokko) verbreitet.
In Deutschland ist der Täubling sehr selten, die einzigen nachweislichen Funde liegen in Bayern und Brandenburg. Auf der deutschen Roten Liste wird der Täubling in der Gefährdungskategorie RL 1 geführt.

## Systematik

### Infragenerische Systematik
Der Karminrote Täubling wird von Bon in die Untersektion Atropurpurinae gestellt, die innerhalb der Sektion Russula steht. Die Arten dieser Gruppe haben alle verschiedenfarbige, meist purpurne, violette oder rötliche, aber niemals rein rote Hüte. Sie schmecken alle mehr oder weniger scharf und haben weißes Sporenpulver.

## Bedeutung
Der Karminrote Täubling ist ungenießbar.